# يوسف الجندي (كاتب)
يوسف الجندي (مواليد 1960) كاتب مسرحي مصري أمريكي. يكتب مسرحيات كاملة، من فصل واحد، ومسرحيات مقتبسة عن تجربة العرب والمسلمين في الولايات المتحدة. اشتهر بمسرحية خلف الحلق " Back of the Throat" عام 2005 ولُقّب "أكثر كاتب عربي أمريكي موهوب في المسرحيات السياسية"."

## خلفية

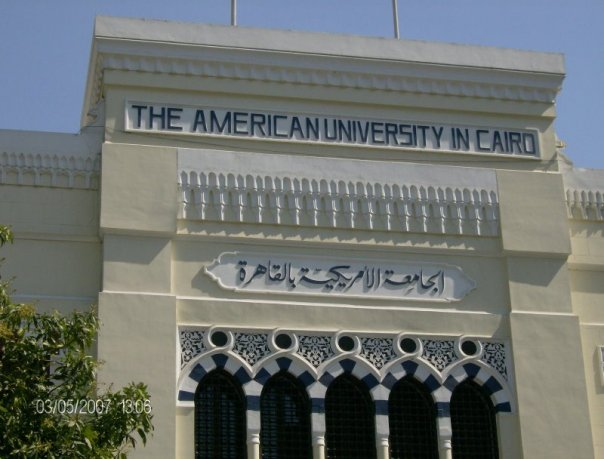
درس يوسف الجندي في الجامعة الأمريكية بالقاهرة.

ولد يوسف الجندي عام 1960 في مصر. جده كان المخرج زكي طليمات، وجدته الفنانة روز اليوسف، وعمه الكاتب إحسان عبد القدوس. في سن الثالثة، انتقل إلى لندن وتلقى تعليمه في المملكة المتحدة وفرنسا. في عام 1982 حصل على بكالوريوس من الجامعة الأمريكية بالقاهرة. في عام 1983، انتقل إلى الولايات المتحدة وحصل على ماجستير في الشؤون الخارجية من جامعة كارنيجي ميلون. ثم انتقل إلى سياتل بواشنطن، حيث أصبح مواطنًا أمريكيًا في عام 1996.

## السيرة المهنية
ارتبط الجندي بمشروع Chicago's Silk Road Theatre (الآن Silk Road Rising)، والذي أنتج ثلاثة من مسرحياته في تتابع سريع. أصبح كاتبًا مسرحيًا مقيمًا في جامعة ديوك، حيث قام أيضًا بتدريس الكتابة المسرحية لمدة سبع سنوات.
بعد هجمات 11 سبتمبر 2001، ازداد الاهتمام بالمسرح العربي الأمريكي. في عام 2005، عرضت مسرحيته Back of the Throat لأول مرة، حيث واجهت المشاعر المعادية للعرب في الولايات المتحدة، وتلقت ملاحظات من المسارح والصحافة والأوساط الأكاديمية.
كان الجندي مديرًا أدبيًا سابقًا في أوائل العقد الأول من القرن الحادي والعشرين، وأصبح مساعدًا فنيًا في شركة Golden Thread Productions في سان فرانسيسكو في عام 2010. في عام 2018، أصبح أيضًا كاتبًا مسرحيًا لشركة Core Company في مسرح ACT (سياتل).
المسارح التي أنتجت مسرحيات يوسف الجندي تشمل: ذا فونتن ثيوتر The Fountain Theatre (لوس أنجلوس)، شركة المسرح الغاضب Furious Theatre Company (باسادينا)، مسرح مرجع الفنانين Artists Repertory Theatre (بورت لاند)، مسرح مركز بورتلاند Portland Center Stage (بورت لاند)، مسرح ACT ACT Theater (سياتل)، The مسرح ويلما Wilma Theater (فيلادلفيا)، وشركة شركة مسرح الفسيسفاء في العاصمة Moasic Theater Company (واشنطن دي سي). صمم جيمس فيرون مجموعات لمسرحياته.

## الجوائز

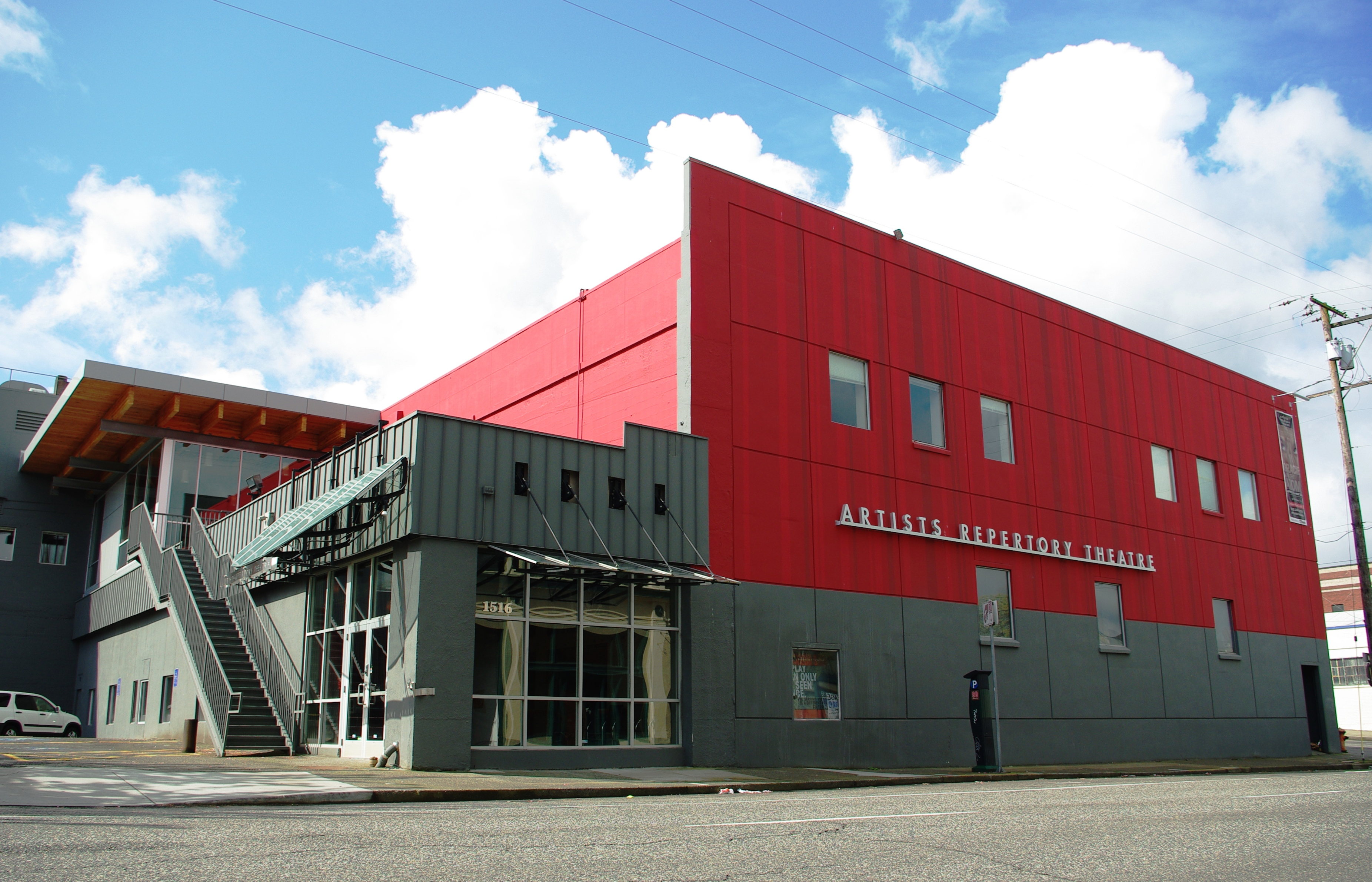
عرض مسرح مرجع الفنانين (بورتلاند) مسرحيات يوسف الجندي "الأشخاص الموهوبون" خلال موسم 2016-7.

- 2004: مسابقة نورث ويست للكتاب المسرحيين من مسرح شميتير لمسرحية خلف الحلق Back of the Throat.[21]
- 2005: أفضل مسرحية جديدة لعام 2005 من قبل سياتل تايمز عن خلف الحلق.[18]
- 2006:

جائزة بعد الظلام / جون و. سكميد لـ 10 بهلوانيين في قفزة إيمان مذهلة
- - الامتياز في جائزة الكتابة المسرحية من لا ويكلي LA Weekly خلف الحلق[6][14]
- 2009: جائزة إم. إليزابيث أوزبورن من ACTA لأعدائنا: مشاهد حية من الحب والقتال[6][22]
- 2010:
  - جائزة الكاتب المسرحي المتميز في الشرق الأوسط وأمريكا[6][9][18]
  - جائزة Edgerton Foundation New American Plays لغرف اللغات
- 2011:

جائزة جريجوري الحجاج موسى وشري في العالم الجديد
جائزة فوتلايت لأفضل عرض عالمي أول مسرحي من سياتل تايمز للحجاج موسى وشيري في العالم الجديد
- 2012: جائزة Harold And Mimi Steinberg/ ACTA New Play Award من ACTA لمسرحية الحجاج موسى وشيري في العالم الجديد [6][15][22]
- 2015:

جائزة العبقري الذكي
أفضل سيناريو أصلي لDrammys بورتلاند للالثلاثية
- 2016: جائزة Santa Barbara Independent Indy Award عن الأشخاص الموهوبين

## أعماله

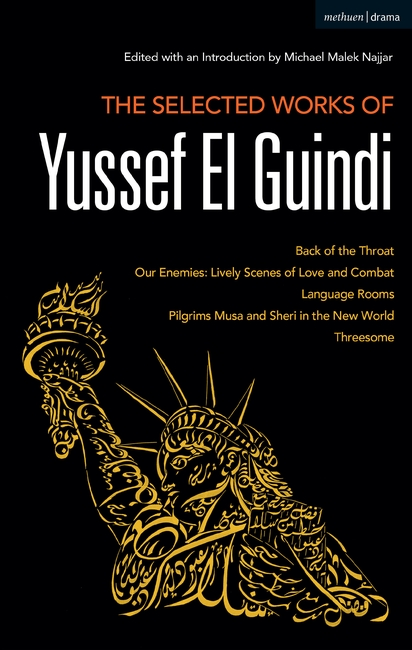
غلاف كتاب بلومزبري 2019 الأعمال المختارة ليوسف الجندي (بلومزبري))

"تركز أعمال يوسف الجنيدي على مواضيع تجربة المهاجرين، والمناخ الثقافي والسياسي، والقضايا الحالية التي تواجه الأمريكيين العرب والمسلمين الأمريكيين." يقول يوسف الجندي نفسه إن مسرحياته قد "تختار شخصيات أميركية عربية أو أميركية مسلمة... لكنها في الأساس قصص مهاجرين"." في تحليل لعمله، كتبت نيكا يسك- فان كوخ Anneka Esch- Van Kan:
  اللغة في مسرحيات الجندي هي أساس أي بناء للواقع. في حين أن اللغة كقدرة عامة على التحدث وكنظام للإشارات هي أساس جميع الفروق، فإن الاختلافات بين عدة لغات تلعب دورًا مهمًا أيضًا. تحدد اللغة التي يتحدث بها المرء وجهة نظره تجاه العالم، ولا تنجح ترجمة المعنى من لغة إلى أخرى أبدًا بوضوح تام.  
نشرتا دار نشر تسمى «خدمة الكتاب المسرحيين» (The Dramatists's Play Service) والمنتدى المسرحي مسرحيات يوسف الجندي.
المسرحيات
- الرهائن ومدرسة الانتهاء (غير مؤرخة)[7]
- خلف الحلق (2005)[18][22]
- 10 مهرجين في قفزة إيمان مذهلة (2005)[18][22]
- جهاد جونز وفاتنات الكلاشينكوف (2008)[18][22]
- أعداؤنا: مشاهد حية للحب والقتال (2008)[18][22]
- غرف اللغات (2010)[18][22]
- الحجاج موسى وشري في العالم الجديد (2011)[18][22]
- الثلاثي (2015)[18][22]
- متعاون (2016)
- الأشخاص الموهوبون (2016)[18]
- أهل الكتاب (2019)

الكتب
- هذا الصوت الجميل هو مدينة السيدة وكريمة (2006)[24]
- خلف الحلق (2006) (تُرجمت للعربية)[25]
- جهاد جونز وفاتنات الكلاشينكوف (2014)[26]
- الحجاج موسى وشري في العالم الجديد (2014) [27]
- الثلاثي (2016)[28]
- متعاون (2017)[29]
- الرهائن (2018)[30]
- عشرة مهرجين في قفزة إيمان مذهلة (2018)[31]
- الموهوبون (2018)[32]
- الأعمال المختارة ليوسف الجندي (2019)[11][12][33][34]

## ترجمات أعماله
في أغسطس 2018، أصدرت الهيئة المصرية العامة للكتاب ترجمة عربية لمسرحية انطقها خاء للكاتب يوسف الجندي. وترجمتها للعربية الدكتورة «ابتسام الشقرفي».
```
كما أن الباحث والمترجم المصري "
أبانوب وجدي
" ترجم مسرحية Ten Acrobats بعنوان "عشرة بهلوانات" وقد أصدرتها الأنجلو المصرية في ديسمبر 2022.
[
37
]
 وكتبت الأستاذة الدكتورة/ ابتسام الشقرفي مقدمة  لهذه الترجمة. وهكذا تكون ترجمتان فقط ليوسف الجندي تم نشرهما في الوطن العربي.
[
38
]
```

## متفرقات
قام الممثل والمخرج أورسون ويلز والمخرج هوارد هوكس والكاتب ويليام فولكنر بزيارة منزل عائلة يوسف الجندي. أحيانًا يُترجم اسمه من العربية إلى الإنجليزية مع كتابة لقبه: «يوسف الجندي».

## روابط خارجية
- يوسف الجندي في قاعدة بيانات الأفلام على الإنترنت